# Малый Каурчак
Малый Каурчак — река в России, протекает по Турочакскому району Республики Алтай. Устье реки находится по правому берегу реки Каурчак в 20 км от устья Каурчака. Длина реки — 11 км.
Система водного объекта: Каурчак → Лебедь → Бия → Обь → Карское море.

## Данные водного реестра
По данным государственного водного реестра России относится к Верхнеобскому бассейновому округу, водохозяйственный участок реки — Бия, речной подбассейн реки — Бия и Катунь. Речной бассейн реки — (Верхняя) Обь до впадения Иртыша.
Код объекта в государственном водном реестре — 13010100212115100000496.